# Sona (Italie)
Pour les articles homonymes, voir Sona.
Sona est une commune de la province de Vérone en Vénétie (Italie).

## Administration
| Période                                  | Période  | Identité         | Étiquette | Qualité |
| ---------------------------------------- | -------- | ---------------- | --------- | ------- |
| 27 mai 2003                              | En cours | Flavio Bonometti | FI-Altri  |         |
| Les données manquantes sont à compléter. |          |                  |           |         |

### Hameaux
Bosco, Lugagnano, Palazzolo, San Giorgio in Salici

### Communes limitrophes
Bussolengo, Castelnuovo del Garda, Sommacampagna, Valeggio sul Mincio, Vérone

### Évolution démographique
Habitants recensés

### Jumelages
- Weiler-Simmerberg (Allemagne)
- Wadowice (Pologne)